# مريانج
مريانج (بالفارسية: مریانج) هي منطقة سكنية تقع في إيران في البلدة المركزية. يقدر عدد سكانها بـ 9,442 نسمة .